# Митрофан Краснопольський

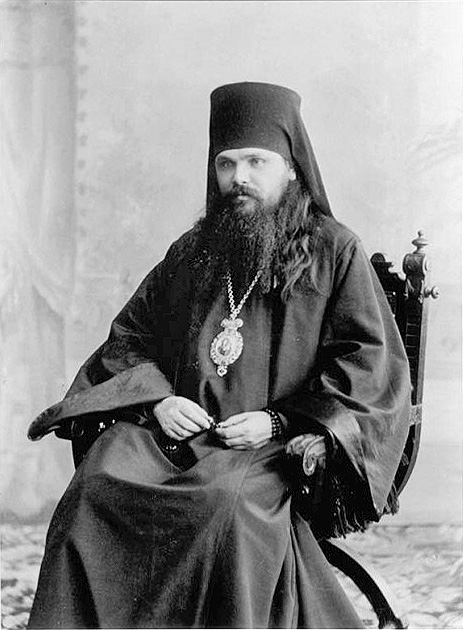

Митрофан Краснопільський (в миру Дмитро Краснопільський; 3 листопада 1869, слобода Олексіївка, Бірюцький повіт, Воронезька губернія — 6 липня 1919, Астрахань) — єпископ Відомства православного сповідання Російської імперії. Випускник Київської духовної академії.
Прославлений у лику святих в РПЦ у 2001.

## Життєпис
Народився 22 жовтня 1869 в бідній родині — батько був каменярем, а мати донькою сільського паламаря. Був кращим учнем у сільській школі. Завдяки клопотанню сільського вчителя, його віддали в Бірюцьке духовне училище, де він утримувався на кошти цього ж благодійника.
У 1884 закінчив Бірюцьке духовне училище, після чого вступив до Воронезької духовної семінарії, яку закінчив в 1890.
У 1890 одружився і був висвячений в сан диякона до Казанської церкви приміської слободи міста Коротояк Воронезької єпархії.
У 1893 померла дружина Митрофана, після чого він обрав чернечий шлях і вступив до духовної академії.
У 1896 прийняв чернецтво, висвячений в сан ієродиякона, з 15 червня 1897 року — ієромонах.
У 1897 закінчив Київську духовну академію зі ступенем кандидата богослов'я.
За визначенням Св. Синоду від 5 -16 листопада 1897 — інспектор Іркутської духовної семінарії.
З 1902 року — архімандрит, ректор Могильовської духовної семінарії.

### Єпископ Гомельський
11 лютого 1907 у Свято-Троїцькому соборі Олександро-Невської Лаври хіротонізований на єпископа Гомельського, вікарія Могильовської єпархії. Хіротонію здійснювали: митрополит Санкт-Петербурзький Антоній Вадковський, митрополит Московський Володимир Богоявленський, митрополит Київський Флавіан Городецький та ін. ієрархи.
У 1907–1912 — член III Державної думи від Могильовської губернії, був головою противоалкогольної комісії, членом комісій: переселенської, церковної, з народної освіти. Член фракції правих, виступав з промовами на захист інтересів православної церкви, в тому числі її ролі як головної конфесії.
У 1908 став одним з членів-засновників «Русского окраинного общества».

### Єпископ Мінський і Туровський
З 3 листопада 1912 — єпископ Мінський і Туровський.
Духовенство Мінська називало його «стійким борцем за православну справу».
Під час Першої світової війни часто їздив на фронт для підтримки морального духу солдатів, неодноразово потрапляв під обстріл. Розгорнув широку благодійну діяльність з надання допомоги мирним жителям, які залишилися без даху над головою із місць, захоплених противником, а також з організації єпархіальних лазаретів для поранених бійців. За цю діяльність в 1916 був нагороджений орденом Святого Олександра Невського.

### Єпископ Астраханський і Царьовський
З 11 липня 1916 — єпископ Астраханський і Царьовський.
Проявив себе енергійним архіпастирем, організував єпархіальний лазарет, школу для дітей біженців. Кирило-Мефодіївському братству було доручено дбати про матеріальне забезпечення бідних сімей, чиї годувальники були призвані до діючої армії.
Боровся проти сектантства, в січні 1917 заснував курси для навчання місіонерській справі в Астрахані і в селі Пришиб Царьовського повіту. За дуже короткий термін йому вдалося об'їхати Астраханську єпархію і відвідати навіть ті парафії, в яких до нього не бував жоден з астраханських владик.
Навесні 1917 ліберальна частина духовенства намагалася відсторонити владику від управління єпархією. Однак астраханський єпархіальний з'їзд висловив, по суті, повну довіру архієрею і дав йому можливість спокійно продовжувати свою архипастирську діяльність.

#### Діяльність на Помісному соборі
Взяв активну участь у Всеросійському Помісному соборі 1917—1918. Ще до його початку збирав, ретельно досліджуючи і порівнюючи, історичні та канонічні свідоцтва про інститут патріаршества, які потім лягли в основу його доповіді Собору про відновлення Патріаршества.
Був обраний головою соборного Відділу вищого церковного управління.
11 жовтня 1917 виступив на Соборі з доповіддю, в якій обґрунтовував необхідність відновлення інституту Патріаршества:

Запровадженням патріаршества досягалася повнота церковного устрою, і повнота державного управління. Скасування патріаршества Петром I було антиканонічним діянням, російська церква стала безголовою, акефальною. Синод виявився установою, чужою Росії, позбавленою твердого ґрунту у нас. Думка про патріаршество продовжувала жевріти в свідомості російських людей як «золота мрія». Нам потрібен Патріарх як духовний вождь і керівник, який надихав би серце російського народу, закликав би до виправлення життя і до подвигу і сам перший ішов би попереду.

Доповідь владики Митрофана зіграла значну роль в тому, що 28 жовтня 1917 Собор виніс рішення про відновлення Патріаршества.
З його ініціативи Помісний собор канонізував священномученика Йосифа, митрополита Астраханського, вбитого повстанцями під проводом Степана Разіна в 1671, зробив доповідь Собору з цього питання. Собор випустив особливе діяння, що пізніше було оголошене у всіх храмах Астрахані. Прославлення відбулося в Астрахані в травні 1919, незадовго до арешту владики.
У квітні 1918 возведений у сан архієпископа.

#### Останній рік в Астрахані
З ініціативи єпископа Митрофана в Астрахані 18 лютого був проведений хресний хід по всьому центру міста. У колишньому губернському саду він відслужив літію на братській могилі загиблих у недавніх боях із червоноармійцями.
Цим архіпастир показав, що церква з однаковою скорботою ставиться до всіх жертв громадянської війни, незалежно від того, до якого вони належали табору — червоних чи білих. За словами очевидця: «Це було торжество віри, торжество православ'я, якого так боялися творці нових ідей».
У 1918—1919 продовжився конфлікт владики з ліберальною частиною кліру і пастви, лідером якої став вікарний єпископ Леонтій фон Вімпфен, що шанувався віруючими за його праведне життя і подвижництво.
Владика Митрофан виступав проти будь-якої співпраці з совєцькими організаціями і, у зв'язку з цим, проти створення в єпархії «Духовного Союзу православних християн», який повинен був отримати офіційну реєстрацію: «Краще, — говорив він, — позбутися храмів і здійснювати богослужіння під відкритим небом, ніж жертвувати християнською свободою і християнською правдою, домагаючись реєстрації союзу в комісаріатах». Конфлікт загострювався, і в результаті владика Леонтій був звільнений з посади вікарія Патріархом Тихоном і Архієрейським собором.
7 квітня 1919, в день свята Благовіщення, владика служив у Благовіщенському монастирі, де під час проповіді торкнувся «загиблих в результаті непотрібних і даремних дій цивільної влади». Після літургії ним була відслужена панахида по невинноубієння.
Після цього клірики єпархії, розуміючи, що владиці загрожує небезпека, попросили його негайно покинути Астрахань. На це архієпископ відповів:

«Ви пропонуєте мені втечу, і це в той самий час, коли у нас на очах розстрілюють невинних наших братів. Ні, я нікуди не поїду від своєї пастви; на моїх грудях Хрест Спасителя, і він буде мені докором у моїй малодушності. Хочу запитати і вас: чому ви не біжите? Значить, ви дорожите своєю честю більше, ніж я повинен дорожити своїм апостольським саном? Знайте, я абсолютно чистий і ні в чому не винен перед своєю Батьківщиною і народом».

#### Арешт і мученицька смерть
У ніч на 8 червня 1919 був заарештований чекістами (тоді ж заарештували і єпископа Леонтія) за наказом Кірова . Архієреї були звинувачені у змові проти совєцької влади. Віруючі астраханці намагалися домогтися їх звільнення, але отримали відмову від начальника ЧК Атарбекова. Архієпископ Митрофан на всіх допитах тримався дуже впевнено, не піддаючись ні на які погрози і вмовляння дати проти себе та інших залучених осіб обвинувачувальні свідчення. Був засуджений до розстрілу.
Коли архієпископа вивели на розстріл, він благословив розстрільну команду. Після цього солдати відмовилися в нього стріляти. Владику розстріляли чекісти, причому один з них вирвав йому жмут бороди. Очевидці розповідали, що перед самою смертю архієпископ Митрофан зміг побачитися і помиритися зі своїм вікарієм — єпископом Леонтієм, який був розстріляний слідом за ним.

## Вшанування і канонізація
В Астраханській єпархії існувало шанування загиблих. Віруючі молилися біля могили архієреїв в Покрово-Болдинському монастирі.
У 1981 рішенням Архієрейського Собору РПЦ закордоном канонізований у лику святих зі включенням до Собору новомучеників і сповідників російських з ушануванням пам'яті 23 червня.
26 — 27 грудня 2001 в Москві відбулося засідання Священного синоду РПЦ, на якому було вирішено включити до Собору новомучеників і сповідників російських XX століття священномученика Митрофана Краснопільського.
14 квітня 2002 в Покровському кафедральному соборі Астрахані відбулося його урочисте прославлення.

## Питання про долю мощей
Після розстрілу архієпископа Митрофана та єпископа Леонтія віруючим вдалося забрати тіла вбитих архієреїв і зробити поховання. На місці поховання був поставлений цегляний пам'ятник, який в 1930 був зруйнований через паломництва віруючих. Місце поховання відоме достатньо точно:

Зараз це місце знаходиться на території міської туберкульозної лікарні № 1 (що використовує збережені будівлі Покрово-Болдинського монастиря), всередині її огорожі (вже сучасної споруди). Це місце є пустирем без всіляких будівель. Якщо виникне необхідність пошуку останків архієпископа Митрофана, то можна покладатися на такі орієнтири: можливо збереглися останки фундаменту пам'ятника, колишнього на могилі; закопані незабаром після поховання архієреїв на півметрову глибину пляшки з вкладеними в них записками, що розповідають про обставини загибелі архієреїв. І, нарешті, до наперсного хреста, одягненого на архієпископа Митрофана о. Дмитром Стефановським, до ланцюга була прикріплена залізна коробочка з подібним же записом.

Однак у наш час ігумен Йосиф Мар'ян зробив ряд розкопок на території колишнього Покрово-Болдинського монастиря, і тепер можна вважати доведеним фактом, що могили архієреїв на цій території немає.
Після війни пройшли чутки про перепоховання архієпископа Митрофана та єпископа Леонтія на міському кладовищі, де віруючі поставили дерев'яний хрест. Місцева влада регулярно його знищувала, але він знову з'являвся на цьому місці.

## Характеристика особистості
На перший погляд, Митрофан був суворий, але його суворість була тільки зовнішньою і залишилася на обличчі у зв'язку з важким дитинством. Насправді владика був ласкавим, простим і гостинним.
Мав дуже добре серце, готове відгукнутися на будь-яке лихо.
Мав також природну пам'ять і, головне —доступність, що не робила різниці між чинами і положеннями. Владика не гребував ніякими прохачами, особливо з числа духовенства. Будь той найостаннішим псаломщиком з глухого селища, владика терпляче вислуховував його. Владика міг дати нужденним мудре повчання і намагався допомогти матеріально. Відомо, що владика часто надсилав гроші в бідні родини, а також утримував на свої кошти учнів семінарії з бідних родин, що не мали можливості платити за навчання. Владика багато молився, вставав дуже рано і кожен день простоював за літургією у Хрестовій церкві. Ця нелицемірна, чиста, щира віра притягала до нього людей не менше, ніж його доброта і благодійність. Він твердо вірив у святість і непорушність церкви і її канонів.